# Емецкое сельское поселение
Емецкое сельское поселение или муниципальное образование «Емецкое» — упразднённое муниципальное образование со статусом сельского поселения в Холмогорском муниципальном районе Архангельской области России.
Соответствует административно-территориальным единицам в Холмогорском районе — Емецкому сельсовету, Зачачьевскому сельсовету и Селецкому сельсовету.
Административный центр — село Емецк.

## География
Сельское поселение находилось в Холмогорском районе, на левом берегу Северной Двины. Другие крупнейшие реки — Емца, Ваймуга, Большая Чача, Калажма, Мехреньга. Крупнейшие озёра — Чачозеро, Прилуцкое, Шулеское, Шидозеро. На юге поселение граничило с Моржегорским сельским поселением Виноградовского района.

## История
В найденном в Великом Новгороде в Неревском конце в 1951 году в слое третьей четверти XI века деревянном цилиндре-замке (пломбе) № 1. На поверхности цилиндра имелись отпечатки некогда обматывавшего его шнура и были вырезаны княжеская геральдическая эмблема и надпись «Емьця гривны 3». На цилиндре № 4, найденном в 1973 году в Загородском конце в слое XI века, имеется надпись «Емца 10 гривен».
Согласно Уставу Святослава Ольговича 1137 года, среди погостов в Заволочье, призванных контролировать торговые речные пути, упоминается Устье Емцы в месте впадения реки Емцы в Северную Двину.
В Великом Новгороде на Троицком-XV раскопе в слоях рубежа XII—XIII веков была найдена деревянная дощечка-бирка длиной ок. 15 см, а на ней — вырезанная красивым почерком надпись «ꙊСТЪЄѢМЪЧѢ» (Оустье Емци).
В 1417 году устюжане, вятчане, галичане, москвичи во главе с воеводами Глебом Семёновичем, Семёном Жадовским и Михаилом Росохиным по приказу великого князя московского, нападают на Двину, сжигают Емцу и Холмогоры, захватывают в плен новгородцев. Однако на острове под Моржом «залётные» московитские грабители были разбиты двинянами: «Емцю и Колмогоры пожгли, и бояръ Новгородскихъ изнимаша Юрiя Ивановича и брата его Самсона. А Иванъ Федороваичь и брать его Афонастъ, Гаврило Куриловичъ, Исакъ Андреевичъ сугнавъ ихъ подъ Моржемъ на острове, братiю свою Самсона и Юрiя отьяша, и полонъ весь и съ животы, а ихъ отпустиша». Тем же летом двиняне приходят ратью к Устюгу, но устюжане откупаются пушниной.
В XVIII веке Емецк был центром Емецкой трети Двинского уезда Архангелогородской губернии. В 1894 году — в Емецкой волости Холмогорского уезда Архангельской губернии
15 марта 1922 года Холмогорский уезд переименован в Емецкий в связи с переносом уездного центра из Холмогор в Емецк, а 31 декабря 1924 года и Емецкий уезд был упразднён с присоединением его территории к Архангельскому уезду. После образования в 1929 году Северного края и упразднения уездного деления были образованы Холмогорский и Емецкий районы.
С 1936 года Емецкий район входил в состав Северной области, а с 1937 года — в состав вновь образованной Архангельской области. В 1959 году Емецкий район был упразднён, а его территория вошла в состав Холмогорского района.
В 1954 году Прилуцкий сельский совет был присоединён к Емецкому сельсовету, Хоробрицкий сельсовет — к Сийскому сельсовету.
Муниципальное образование было образовано в 2004 году.
Законом Архангельской области от 28 мая 2015 года № 290-17-ОЗ, были преобразованы, путём их объединения, муниципальные образования «Селецкое», «Зачачьевское» и «Емецкое» в сельское поселение «Емецкое» с административным центром в селе Емецк.

## Население
| 2010  | 2011  | 2012  | 2013  | 2014  | 2015  |
| ----- | ----- | ----- | ----- | ----- | ----- |
| 3314  | ↘3300 | ↘3147 | ↘3030 | ↘2930 | ↘2879 |
| 2016  | 2017  | 2018  | 2019  | 2020  | 2021  |
| ↗4572 | ↘4477 | ↘4329 | ↘4179 | ↘4014 | ↗4146 |

## Состав сельского поселения
В состав сельского поселения входят 129 населённых пунктов
| №   | Населённый пункт            | Тип населённого пункта       | Население |
| --- | --------------------------- | ---------------------------- | --------- |
| 1   | Аксёновы                    | деревня                      | ↗10       |
| 2   | Антониево-Сийский монастырь | деревня                      | ↗73       |
| 3   | Белая Гора                  | деревня                      | ↗1        |
| 4   | Беличи                      | деревня                      | →0        |
| 5   | Бельково                    | деревня                      | ↗99       |
| 6   | Болото                      | деревня                      | ↘3        |
| 7   | Большая Гора                | деревня                      | ↗101      |
| 8   | Большое Село                | деревня                      | ↘6        |
| 9   | Бор-Больница                | деревня                      | →0        |
| 10  | Бросачиха                   | деревня                      | →4        |
| 11  | Бызовы                      | деревня                      | →13       |
| 12  | Ваймужский                  | посёлок                      | ↗117      |
| 13  | Великий Двор                | деревня                      | ↗22       |
| 14  | Верхнее Заполье             | деревня                      | →3        |
| 15  | Верхняя                     | деревня                      | ↘3        |
| 16  | Верхняя Горка               | деревня                      | ↘29       |
| 17  | Волость                     | деревня                      | ↗56       |
| 18  | Волость                     | деревня                      | ↘9        |
| 19  | Высокое                     | деревня                      | →0        |
| 20  | Гора                        | деревня                      | →0        |
| 21  | Гора                        | деревня                      | →12       |
| 22  | Гора                        | деревня                      | →0        |
| 23  | Горка-Рудаковская           | деревня                      | ↗72       |
| 24  | Горончарово                 | деревня                      | ↘11       |
| 25  | Демидовы                    | деревня                      | ↗4        |
| 26  | Донковы                     | деревня                      | ↘2        |
| 27  | Емецк                       | село, административный центр | ↗1380     |
| 28  | Ендюга                      | деревня                      | →0        |
| 29  | Ждановы                     | деревня                      | ↘74       |
| 30  | Заболотье                   | деревня                      | ↗446      |
| 31  | Заборье                     | деревня                      | ↗9        |
| 32  | Заборье                     | деревня                      | ↗13       |
| 33  | Заборье                     | деревня                      | ↘3        |
| 34  | Задворье                    | деревня                      | ↘18       |
| 35  | Закода                      | деревня                      | →0        |
| 36  | Залебедка                   | деревня                      | →2        |
| 37  | Заполье                     | деревня                      | ↗327      |
| 38  | Заполье                     | деревня                      | ↗13       |
| 39  | Заполье                     | деревня                      | ↘0        |
| 40  | Заполье                     | деревня                      | ↗8        |
| 41  | Заполье                     | деревня                      | →5        |
| 42  | Заручевье                   | деревня                      | ↗20       |
| 43  | Заручей                     | деревня                      | ↘12       |
| 44  | Зачачье                     | деревня                      | ↗118      |
| 45  | Золотка                     | деревня                      | →2        |
| 46  | Калажма                     | деревня                      | ↘0        |
| 47  | Карчево                     | деревня                      | →0        |
| 48  | Кашевариха                  | деревня                      | →2        |
| 49  | Кельи                       | деревня                      | ↗2        |
| 50  | Клубочиха                   | деревня                      | ↘14       |
| 51  | Кожгора                     | деревня                      | ↗138      |
| 52  | Короли                      | деревня                      | →1        |
| 53  | Короткие                    | деревня                      | ↘3        |
| 54  | Коскошина                   | деревня                      | ↘68       |
| 55  | Красный Яр                  | деревня                      | →0        |
| 56  | Красный Яр                  | деревня                      | ↘8        |
| 57  | Кривец                      | деревня                      | →0        |
| 58  | Крюк                        | деревня                      | →1        |
| 59  | Кудосмина                   | деревня                      | →0        |
| 60  | Кузнецово                   | деревня                      | ↗17       |
| 61  | Кузнечиха                   | деревня                      | →5        |
| 62  | Кулига                      | деревня                      | →2        |
| 63  | Кулига                      | деревня                      | ↗9        |
| 64  | Кульмино Большое            | деревня                      | →0        |
| 65  | Кульмино Малое              | деревня                      | ↘0        |
| 66  | Кязьмеш                     | деревня                      | →0        |
| 67  | Лохта                       | деревня                      | →1        |
| 68  | Лысица                      | деревня                      | ↗39       |
| 69  | Макары                      | деревня                      | ↗4        |
| 70  | Малая Гора                  | деревня                      | ↗6        |
| 71  | Малое Село                  | деревня                      | ↗38       |
| 72  | Мурги 1-е                   | деревня                      | →0        |
| 73  | Мыза                        | деревня                      | ↗556      |
| 74  | Мякурье                     | деревня                      | ↗23       |
| 75  | Надозеро                    | деревня                      | ↗3        |
| 76  | Нижнее Заполье              | деревня                      | ↗51       |
| 77  | Нижний Конец                | деревня                      | ↘14       |
| 78  | Нижняя                      | деревня                      | ↘6        |
| 79  | Нижняя Горка                | деревня                      | ↗16       |
| 80  | Низ                         | деревня                      | ↘0        |
| 81  | Нифериха                    | деревня                      | ↗19       |
| 82  | Новая                       | деревня                      | ↗32       |
| 83  | Новинные                    | деревня                      | →6        |
| 84  | Орлово                      | деревня                      | ↗1        |
| 85  | Осередок                    | деревня                      | ↗28       |
| 86  | Осередок                    | деревня                      | ↗76       |
| 87  | Осередок                    | деревня                      | ↘21       |
| 88  | Офролиха                    | деревня                      | ↗17       |
| 89  | Печково                     | деревня                      | →0        |
| 90  | Пешемское                   | посёлок                      | ↗142      |
| 91  | Погост                      | деревня                      | ↘9        |
| 92  | Погост                      | деревня                      | ↗20       |
| 93  | Погост                      | деревня                      | ↘3        |
| 94  | Погост                      | деревня                      | ↗477      |
| 95  | Подгор                      | деревня                      | ↗152      |
| 96  | Подлесье                    | деревня                      | →3        |
| 97  | Подсосанье                  | деревня                      | ↘8        |
| 98  | Подсосанье                  | деревня                      | ↘17       |
| 99  | Понизовье                   | деревня                      | ↘17       |
| 100 | Почтовое                    | посёлок                      | ↗271      |
| 101 | Прилук                      | деревня                      | →0        |
| 102 | Рехачевы                    | деревня                      | ↘5        |
| 103 | Рипалово                    | деревня                      | ↗5        |
| 104 | Россохи                     | деревня                      | →7        |
| 105 | Семеновы                    | деревня                      | ↗5        |
| 106 | Слободка                    | деревня                      | ↘6        |
| 107 | Старая Мельница             | деревня                      | ↗8        |
| 108 | Сухарево                    | деревня                      | ↗9        |
| 109 | Такшеево                    | деревня                      | ↗5        |
| 110 | Таратины                    | деревня                      | ↗9        |
| 111 | Тёгра Верхняя               | деревня                      | ↘10       |
| 112 | Тёгра Нижняя                | деревня                      | ↗11       |
| 113 | Тёгра-Осерёдок              | деревня                      | →18       |
| 114 | Толокново                   | деревня                      | →8        |
| 115 | Узиково                     | деревня                      | ↘3        |
| 116 | Усолье                      | деревня                      | ↘6        |
| 117 | Усть-Емца                   | деревня                      | ↗1        |
| 118 | Усть-Мехреньга              | деревня                      | ↘15       |
| 119 | Фатеевы                     | деревня                      | ↗26       |
| 120 | Фомины                      | деревня                      | ↘13       |
| 121 | Хвосты Старые               | деревня                      | ↘11       |
| 122 | Часовня                     | деревня                      | →7        |
| 123 | Чащёвка                     | деревня                      | →0        |
| 124 | Чупровщина                  | деревня                      | ↗6        |
| 125 | Чуроз-Гора                  | деревня                      | ↗1        |
| 126 | Чухча                       | деревня                      | →0        |
| 127 | Шидозеро                    | деревня                      | ↘2        |
| 128 | Шильцево                    | деревня                      | ↗1        |
| 129 | Шильцово                    | деревня                      | ↗712      |

## Русская православная церковь
На территории муниципального образования расположен Антониево-Сийский монастырь.